# Самойленко Юрій Іванович (вчений)
Юрій Іванович Самойленко (8 квітня 1932, Воронеж — 11 грудня 2008, Київ) — радянський та український фізик, математик та кібернетик, член-кореспондент Національної академії наук України. Мав широке коло наукових інтересів. Зокрема, його наукова діяльність була пов'язана з фізикою плазми, інформатикою, математичним моделюванням фізичних процесів, космічними дослідженнями, фізикою криги, біоелектромагнетизмом. Фундатор фізичної кібернетики.

## Біографія
Народився 8 квітня 1932 року в м. Воронежі.
В 1949 році закінчив середню школу в м. Києві і став студентом радіотехнічного факультету Київського політехнічного інституту, який закінчив з відзнакою в 1954 році.
З 1954 по 1957 рік навчався в аспірантурі Київського політехнічного інституту за спеціальністю «теоретична радіотехніка».
В 1961 році захистив кандидатську дисертацію. Після захисту дисертації працював науковим співробітником в Інституті автоматики в Києві.
З 1963 року працював в Інституті кібернетики АН УРСР, де в 1971 році захистив докторську дисертацію з теорії і методів автоматичного керування швидкоплинними фізичними процесами в термоядерних установках.
З 1971 по 1996 рік очолював відділ динаміки керування швидкоплинними процесами.
15 січня 1988 року був обраний член-кореспондентом НАН України за спеціальністю «математичне моделювання фізичних процесів».
З 1991 року — член Європейської біоелектромагнітної асоціації (ЕВЕА).
У 1992 році нагороджений премією НАН України імені В. М. Глушкова.
З 1996 по 1997 рік працював в Інституті космічних досліджень НАНУ-НКАУ, а з 1997 року — головний науковий співробітник Інституту математики Національної академії наук України.
З 2006 року працював у відділі комплексного аналізу і теорії потенціалу цього інституту.

## Наукові досягнення
З ім'ям Ю. І. Самойленка пов'язана побудова основ теорії просторово розподілених систем керування швидкоплинними фізичними процесами. Він винайшов і запровадив в Інституті атомної енергії ім. І. В. Курчатова високоефективну систему автоматичного керування рівновагою плазми в установках типу токамак. Під його керівництвом у 1987 р. побудовано перший у Києві токамак з керованими полями. Він створив математичні моделі еволюції профілів розподілу плазми у токамаку, запропонував новий метод пригнічення небезпечних релятивістських нестійкостей у деяких моделях прискорювачів.
Одним з видатних досягнень Ю. І. Самойленка в галузі інформатики є побудова теоретичних основ просторово розподілених систем наддалекого приймання радіосигналів космічного зв'язку. Зокрема, він отримав дуже важливий результат, який полягає в тому, що при оптимальній просторово-часовій фільтрації сигналів на фоні випадкових полів перешкод існує можливість скільки завгодно точного відтворення корисної інформації за умови достатньо низького рівня внутрішніх флуктуацій у приймальному пристрої. Цей результат ґрунтувався на хвильовій природі інформаційних полів. Розвиток ідей просторово-розподілених інформаційно-керуючих систем був плідно використаний для розвитку теорії і методів перетворення дискретної інформації в атомно-молекулярних структурах з урахуванням фізичних закономірностей квантової механіки.
Ю. І. Самойленко сформулював принципи перетворення дискретної інформації на квантовому рівні. В 1971 ним була запропонована нова ідея щодо реалізації обчислювальної машини на керованих квантових переходах замість елементарних операцій на макрорівні, що супроводжуються виділенням тепла і небажаними проявами квантової невизначеності Гейзенберга; виведенню підлягала лише результативна інформація, яка переводиться практично без втрат на макрорівень. Ця робота і цикл наступних публікацій Ю. І. Самойленка набагато випередили відому роботу Р. Фейнмана «Квантово-механические ЭВМ», яка з'явилась в журналі «Успехи физических наук» в 1986 р., і одночасно стали основою для написання спільно з А. Г. Бутковським монографії.
Разом з учнями він побудував математичну модель керуючого впливу надвисокочастотного випромінювання на біофізичні об'єкти, розробив теоретико-групові методи оптимізації і декомпозиції білінійних систем керування. Він успішно провів відповідні експерименти в співдружності з Інститутом біофізики (м. Зеленоград). За ці результати його було обрано в 1991 році членом Європейської біоелектромагнітної асоціації (ЕВЕА).
Досвід Ю. І. Самойленка та його учнів у галузі математичного моделювання фізичних процесів дав змогу створити унікальні моделі з метою прогнозування міграції радіонуклідів у Дніпровському каскаді водосховищ і успішно застосувати їх для складання реальних прогнозів.
У галузі математичного моделювання планетарного магнетизму Ю. І. Самойленко дослідив характер течії у шарі слабов'язкої рідини між сферичними оболонками, які співосно обертаються з різними кутовими швидкостями. Ним виявлено, що крім приповерхневих пограничних шарів в околі екваторіальної площини виникає внутрішній пограничний шар з радіальним напрямом течії, а також з'ясовано, що у внутрішньому об'ємі кутова швидкість обертального руху рідини істотно залежить від радіуса, тобто цей рух має зовсім не «твердотільний» характер, як вважалося раніше. Виявлені властивості структури поля швидкостей течії у ядрі дали змогу довести можливість самозбудження магнітного поля планети при достатньо великому магнітному числі Рейнольдса.
При дослідженні математичного моделювання планетарного магнетизму та динаміки обертального руху гравітуючої речовини з вільною межею Ю. І. Самойленко встановив необхідні, а також достатні умови генерації магнітного поля у рідких електропровідних ядрах планет, що зазнають припливного гальмування власного обертального руху. Ним проведено порівняльний аналіз отриманих результатів з фактичними даними спостережень для всіх планет Сонячної системи. Збіг теоретичних даних моделювання та вимірювань цілком підтвердив припливну гіпотезу енергоприводу гігромагнітного планетного динамо. Вперше дано пояснення причини утворення екваторіального гірського хребта на одному з супутників Сатурна Япет, виявленого на фотознімках, переданих космічним зондом Кассіні на початку 2005 року. Для розв'язання крайових задач математичної фізики з операторами Стокса 2-го та 4-го порядків запровадив апарат поліаналітичних функцій та відповідний функціональний базис.
Останні роки свого життя Ю. І. Самойленко досліджував проблему когерентизації енергії теплових флуктуацій, що сходить до ідеї Максвелла, розглядаючи її при цьому не тільки як фізичну проблему, але i як кібернетичну. Він пропагував ідею, за якою слід залучати до дослідження цієї проблеми результати такого розділу науки про керування, як теорії синтезу просторово-розподілених i функціонально інтегрованих білінійних систем.
Ним була запропонована фізично реалізована математична модель Лагранжа-Релея-Найквіста відкритої білінійної двоканальної системи керування, яка дозволяє здійснювати часткову когерентизацію енергії однотемпературних теплових флуктуацій та трансформувати її у періодичні зовнішні керуючі поля, збільшуючи їхню загальну енергію, яка має когерентну форму.
Для дослідження суттєво нелінійних процесів у технічних і фізико-механічних системах Ю. І. Самойленко зробив значний внесок в розвиток теорії керування та ідентифікації стосовно білінійних динамічних систем, розробив теоретико-групові методи оптимізації і декомпозиції білінійних систем керування.
Вивчаючи динаміку молекулярної структури криги, він знайшов уточнену оцінку інформаційної ентропії протонної підсистеми як носія дискретної інформації у майбутніх молекулярних сенсорах та обчислювальних пристроях і запропонував методи керування розташуванням протонів на водневих зв'язках. В цілому розвиток проблем керування на атомно-молекулярному рівні можна розглядати як необхідну технологічну базу для створення новітних нанотехнологій.
Фундаментальні дослідження і технологічні винаходи Юрія Івановича викладені більш ніж у 150 наукових публікаціях, у тому числі в п'яти монографіях. У нього 18 авторських свідоцтв на винаходи. Він є лауреатом премії імені В. М. Глушкова НАН України.
Ю. І. Самойленко успішно поєднував наукову і педагогічну діяльність. Він є засновником наукової школи з фізичної кібернетики. Серед його учнів 5 докторів і 17 кандидатів наук.
Також він був членом експертної ради ВАК України і спецради із захисту докторських дисертацій, членом редколегій вітчизняних і міжнародних наукових журналів, президентом Наукового фонду вчених і спеціалістів з молекулярної кібернетики та інформатики, віце-президентом Міжнародної наукової ради з теоретичного матеріалознавства, членом Європейського біоелектромагнітного товариства.

## Монографії
- Самойленко Ю. И., Волкович В. Л. Пространственно распределенные приемные и управляющие системы. — Киев: Техника, 1968. — 138 с.[5]
- Бутковский А. Г., Самойленко Ю. И. Управление квантово-механическими процессами — М.: Наука, 1984. — 256 с.[4]
- Самойленко Ю. И., Губарев В. Ф., Кривонос Ю. Г. Управление быстропротекающими процессами в термоядерних установках. — Киев: Наук. думка, 1988. — 383 с.[6]
- Butkovskiy A.G, Samoilenko Yu.I. Control of quantum-mechanical processes and systems. — Dordrecht: Kluwer Academic Publishers, 1990. — 232 p.[7]
- Самойленко Ю. И. Проблемы и методы физической кибернетики. — Киев: Ин-т математики НАН Украины. — 2006. — 644 с.[8]

## Винаходи
- Устройство для удержания плазмы. — (А.с. № 356979 от 23.07.1969).
- Индукционный датчик форми границы раздела двух сред с различными коэффициентами электропроводности. — (А.с. № 440590 от 27.12.1971).
- Устройство для стабилизации плазмы. — (Соавторы: Чуянов В.А и др., А.с. № 467705 от 30.08.1973).
- Устройство для удержания плазмы. — (Соавторы: Бутенко В. К., А.с. № 534652 от 09.02.1976).
- Индукционное устройство для плавки металла во взвешенном состоянии. — (Соавторы: Дворянков В. Л., А.с. № 766043 от 30.06.1978).
- Управляемый источник питания на базе электромашинных агрегатов с инерционными накопителями. — (А.с. № 942200 от 31.07.1978).
- Устройство для компенсации индуктивного сопротивления цепи при помощи отрицательной индуктивности. — (А.с. № 907687 от 18.12.1978).
- Магнитная подвеска ротора. — (Соавторы: Козорез В. В., А.с. № 854102 от 11.04.1979).
- Способ формирования импульса тока в индуктивной нагрузке емкостного секцированного накопителя. — (Соавторы: Гриша А. И., Остапченко Б. К., Снегур А. А., положит. реш. ВНИ ИГПЭ по заявке № 2903668/18-25 от 01.04.1980).
- Индукционное устройство для плавки металла во взвешенном состоянии. — (Соавторы: Дворянков В. Л., Савченко А. П., А.с. № 771911 от 20.06.1980).
- Способ получения композиционных материалов и устройство для его осуществления. — (Соавторы: Дворянков В. Л., А.с. № 982248 от 25.02.1981).
- Индукционное устройство для плавки металлов во взвешенном состоянии (III). — (Соавторы: Дворянков В. Л., А.с. № 869077 от 14.05.1981, опубл. БИ № 36, 1981).
- Датчик давления. — (Соавторы: Дворянков В. Л., А.с. № 979924 от 10.06.1981).
- Магнитная подвеска ротора. — (Соавторы: Козорез В. В., А.с. по заявке № 2760652 от 1981).
- Электрическая машина с магнитной подвеской ротора. — (Соавторы: Козорез В. В., А.с. по заявке № 2975916 от 1981).
- Способ электромагнитной подвески жидких электропроводных материалов. — (А.с. № 1068224 от 1984).
- Устройство для электромагнитной подвески жидких электропроводных материалов. — (А.с. № 1068224 от 1984).
- Способ бесконтактного удержания жидких проводников в магнитном поле. — (Соавторы: Кривонос Ю. Г., Ткаченко В. А. и др., А.с. № 1700774 от 22.08.1991).
- Устройство для бесконтактной плавки и очистки электропроводных материалов во взвешенном состоянии. — (Соавторы: Дворянков В. Л., Ткаченко В. А. и др., А.с. № 1764189 от 22.05.1992).